# Caproni Ca.405
Il Caproni Ca.405C "Procellaria" era un aereo da competizione bimotore realizzato dall'azienda italiana Caproni Reggiane nella seconda parte degli anni trenta.
Realizzato a partire da esemplari di Piaggio P.32bis in fase di allestimento, fu appositamente modificato per partecipare al Raid "Nastro Azzurro" Istres-Damasco-Parigi, ma non prese parte alla competizione per ritardi nella messa a punto, e la scarsa potenza dei motori Isotta Fraschini  fecero sì che i Procellaria non presero parte alla competizione.

## Storia

### Sviluppo
Il 18 marzo 1937 il Ministero dell'aeronautica stipulò un contratto con la Caproni Reggiane per la realizzazione di due velivoli da utilizzare per rappresentare l'Italia alla competizione aerea Nastro Azzurro, che si sarebbe svolta tra il 20 ed il 21 agosto dello stesso anno  sul percorso Istres - Damasco - Parigi; velivoli da consegnarsi entro il 15 maggio successivo.
L'ingegnere Giovanni Pegna, che nel 1936 si era trasferito dalla Piaggio alla Reggiane, informò il Ministero che, a causa del tempo ristretto a sua disposizione, non sarebbe stato in grado di progettare da zero un modello atto allo scopo e di dover quindi ricorrere allo sviluppo di un suo precedente progetto, il bombardiere medio Piaggio P.32, adattandolo alle nuove esigenze. Dopo l'approvazione del Ministero, che stipulò il contratto di fornitura il 18 marzo 1937, Pegna venne autorizzato a prelevare due esemplari di P.32bis di serie dalla catena di montaggio, ai quali vennero assegnate le matricole militari MM.375 e 376, iniziando così ad effettuare le modifiche atte ad alleggerirli, togliendo le installazioni militari ed affinandone le caratteristiche aerodinamiche, rifacendosi allo studio per il Ca.405, bombardiere/aereo postale veloce con fusoliera con chiglia, avion marin per facilitare il galleggiamento del velivolo in caso di ammaraggio forzato..
Il primo dei due esemplari, che introduceva rispetto al P.32bis una nuova fusoliera più stretta e dotata di un lungo naso, venne portato in volo già il 19 maggio 1937. Successivamente al 5° volo del 26 maggio, le prove del velivolo subirono uno stop, in seguito alle prove statiche sull'ala del P.32bis: P.32bis e C.405C mantenevano infatti la stessa ala. L'ala modificata venne installata sul secondo prototipo che volò la prima volta il 30 giugno. Lo sviluppo del velivolo per la corsa Istres-Damasco-Parigi subiva però un definitivo stop il 24 luglio successivo, con un incidente in fase di atterraggio. Sul campo di volo di Reggio Emilia, il Ca.405C, pilotato da Suster e Anzani, urtava con la ruota destra un carrello impiegato per lavori sulla pista. I danni furono comunque limitati, ma il complesso del carrello forò la parte superiore dell'ala.
La coppia di C.405C venne poi trasferita a Guidonia, a partire dal 9 agosto. In realtà, come riporta Sergio Govi, è anche possibile che a Guidonia sia stato trasferito un solo velivolo, mentre quello danneggiato nell'incidente del 24 luglio potrebbe essere stato riparato a Reggio, e poi sottoposto a modifiche alla fusoliera adottandone una di tipo avion marin, come nel progetto originario del C.405. Non esistono foto di entrambi i prototipi a Guidonia, ma solo quella dell'esemplare con numero di gara I-9. Govi propende comunque per entrambi gli esemplari trasferiti a Guidonia.
I voli di prova continuarono fino al 20 agosto, ma i ritardi nella messa a punto e la scarsa potenza dei motori Isotta Fraschini fecero sì che i Procellaria non prendessero parte alla competizione.
Sicuramente il Ca.405C con fusoliera di tipo nautico verrà poi trasferito a Guidonia il 9 gennaio 1939. Secondo Sergio Govi non si hanno notizie del destino finale dei due Procellaria. Il velivolo rimasto risultava troppo specializzato per essere utilizzato in un ruolo operativo all'interno della Regia Aeronautica per cui un suo eventuale ricondizionamento non venne preso in considerazione e l'esemplare venne trasportato al poligono di Furbara dove terminò la sua esistenza come bersaglio nel 1942.